# Pyrnus baehri
Pyrnus baehri là một loài nhện trong họ Trochanteriidae. Loài này phân bố ở Noordelijk Territorium.